# 连字号
連字號（英語：hyphen），又稱「一槓」或「之」，是拉丁字母语言使用的标点符号，主要用处是标志合成词如 （冰淇淋味糖果）。中文一般用於翻譯自外語的人名、地名。
在欧洲字母文字排版技术，连字号也用在排版工序，称为断字（英語：Hyphenation）。以下是在两端对齐排列方式的断字比例：
| 不使用连字号                                                          |  | 使用连字号                                                              |
| We, therefore, the representatives of the United States of America... |  | We, therefore, the represen- tatives of the United States of America... |

两端对齐通常見於报刊。可见，使用连字号能使空格間距較為整齊。断字技术对词的选择还有要求，通常选择的断字词都是较长的词。如果一个词只有两个字母，把它分段，阅读时就有些別扭。分段地点也有受考虑。通常结果能让读者使用字的前段猜测全字的意思。
断字技术现在通常由软件处理，支持西方文字的文字处理器大多都有基本的断字功能。桌面出版软件通常有较完整的断字功能。
而在捷克斯洛伐克，曾為了國名是否要加入連字號的爭論而發生連字號戰爭。

## 字元編碼
相關的Unicode編碼包括：
- U+2010 ‐ HYPHEN ，HTML：&#8208;
- U+002D - HYPHEN-MINUS ，HTML：&#45;，連字暨減號，不同於U+2212 − MINUS SIGN（減號）
- U+00AD  SOFT HYPHEN ，HTML：&#173; &shy;，軟連字號，通常在斷行處的行末出現
- U+2011 ‑ NON-BREAKING HYPHEN ，HTML：&#8209;，不換行連字號

非拉丁字母版本：
- U+058A ֊ ARMENIAN HYPHEN ，HTML：&#1418;，亞美尼亞文連字號
- U+05BE ־ HEBREW PUNCTUATION MAQAF ，HTML：&#1470;，希伯來文連字號
- U+1806 ᠆ MONGOLIAN TODO SOFT HYPHEN ，HTML：&#6150;，托忒文軟連字號
- U+1B60 ᭠ BALINESE PAMENENG ，HTML：&#7008;，僅用於巴利文斷行處
- U+2E17  DOUBLE OBLIQUE HYPHEN ，HTML：&#590295810358705651712;，雙斜連字號，用於近東地區的文獻及哥特體
- U+30FB ・ KATAKANA MIDDLE DOT ，HTML：&#12539;，片假名中間點，Unicode屬性為「連字號」
- U+FE63 ﹣ SMALL HYPHEN-MINUS ，HTML：&#65123;，小連字號
- U+FF0D － FULLWIDTH HYPHEN-MINUS ，HTML：&#65293;，全形連字暨減號
- U+FF65 ･ HALFWIDTH KATAKANA MIDDLE DOT ，HTML：&#65381;，半形片假名中間點，Unicode屬性為「連字號」

以下 Unicode 字元名義上是連字號，但沒有連字號之屬性：
- U+1400 ᐀ CANADIAN SYLLABICS HYPHEN ，HTML：&#5120;，加拿大土著音節文字連字號
- U+2027 ‧ HYPHENATION POINT ，HTML：&#8231;
- U+2043 ⁃ HYPHEN BULLET ，HTML：&#8259;，項目符號
- U+2E1A ⸚ HYPHEN WITH DIAERESIS ，HTML：&#11802;，上面帶分音符
- U+2E40  DOUBLE HYPHEN ，HTML：&#2923003274661805836407369665432566039311865085952;，雙連字號
- U+30A0 ゠ KATAKANA-HIRAGANA DOUBLE HYPHEN ，HTML：&#12448;，片假名－平假名雙連字號
- U+10EAD 𐺭 YEZIDI HYPHENATION MARK ，HTML：&#69293;

## 外部連結
- A short guide to using the hyphen
- Economist Style Guide — Hyphens （页面存档备份，存于）
- Compound Words: When to Hyphenate （页面存档备份，存于）
- Jukka Korpela, Soft hyphen (SHY) - a hard problem? （页面存档备份，存于） (see also his article on word breaking, line breaks, and special characters (including hyphens) in HTML （页面存档备份，存于）)
- Markus Kuhn, Unicode interpretation of SOFT HYPHEN breaks ISO 8859-1 compatibility （页面存档备份，存于）. Unicode Technical Committee document L2/03-155R, June 2003.
- Hyphenator.js, Hyphenator.js source code （页面存档备份，存于）
- hypho-o, hypho-o online soft hyphen insertion tool （页面存档备份，存于）
- Lyric Hyphenator, Online Hyphenation Tool （页面存档备份，存于）
- United States Government Printing Office Style Manual 2000 6. COMPOUNDING RULES
- ushuaia.pl, online hyphenator （页面存档备份，存于） (multilanguage)